# Sajnóvshchina
Sajnóvshchina (en ucraniano: Сахновщина, romanizado: Sajnovshchyna) es un pueblo ucraniano perteneciente al óblast de Járkov. Situado en el este del país, forma parte del raión de Krasnogrado y es centro del municipio (hromada) homónimo.

## Toponimia
El nombre de la ciudad en otros idiomas de importancia local también es Sajnovshchina (en ruso: Сахновщина).

## Geografía
Sajnovshchina se encuentra 155 km al sur de Járkov.

## Historia
El pueblo fue fundado a principios del siglo XIX como Kobiliachin (en ucraniano: Кобилячин, romanizado: Kobylyachyn) con la llegada de colonos de Kobeliaki (gobernación de Poltava), y formó parte a la gobernación de Járkov del Imperio ruso.El pueblo experimentó un auge con la construcción de una línea de ferrocarril entre 1895 y 1897. El nombre actual del lugar se remonta al terrateniente Sajnovskogo (en ucraniano: Сахновського), por cuyo terreno discurría la línea del ferrocarril.
El pueblo se convirtió en centro de raión en 1923 y Sajnóvshchina recibió el estatus de asentamiento de tipo urbano en 1938. Durante la Segunda Guerra Mundial, Sajnóvshchina fue ocupada por la Alemania nazi de octubre de 1941 a septiembre de 1943. Aquí hubo un campo de concentración nazi.
Hasta el 18 de julio de 2020, Sajnóvshchina fue centro del raión de Sajnovshchina. El raión se abolió en julio de 2020 como parte de la reforma administrativa de Ucrania, que redujo el número de raiones del óblast de Járkiv a siete. El área del raión de Sajnóvshchina se fusionó con el raión de Krasnogrado.En 2023, Sajnóvshchina perdió el estatus de asentamiento de tipo urbano debido a la eliminación de este estatus administrativo.

## Demografía
La evolución de la población de Sajnóvshchina entre 1923 y 2022 fue la siguiente:
| 2313                                                          | 3155 | 8794 | 8098 | 9442 | 9945 | 8504 | 7571 | 6900 |
| (Fuente: Cities & Towns of Ukraine y UKRAINE: Größere Städte) |      |      |      |      |      |      |      |      |

## Infraestructura

### Transporte
Sajnóvshchina se encuentra en la carretera que conecta Krasnogrado e Izium. Otra carretera hacia Kegíchivka se bifurca hacia el norte. La estación de tren de Sajnóvshchina está en la línea que conecta Krasnogrado y Lozová. 